# تشهاربرج (فيروزة)
تشهاربرج (بالفارسية: چهاربرج) هي قرية تقع في قسم تخت جلغة الريفي في إيران.